# Вернер Шваб
Вернер Шваб (4 лютого 1958 — 1 січня 1994) — австрійський драматург і візуальний художник.

## Біографія
З 1978 по 1982 рік навчався скульптурі у Академії образотворчих мистецтв у Відні. Протягом 1980-х років працював скульптором та різальником дерева.
На жаль, Шваб був пияком, який, як кажуть, писав свої п'єси пізно вночі, слухаючи гучну музику (зокрема, група Einstürzende Neubauten, з якою він дружив). Його тіло знайшли в новорічний день 1994 року.

## Творчість
Перша п'єса Шваба «Die Präsidentinnen» (іноді перекладається як «Перші пані» або «Матері Божої матері») була створена у Віденському Будинку художників, зробивши кар'єру Вернера однією з найкоротших, найвидовищніших і найбільш суперечливих у сучасному німецькомовному театрі.
Твори Шваба близькі до гротескного жанру. Він широко використовував скатологію та секс, із особливістю проявляючи ці поняття в поетичних рамках, й відновив традицію німецького експресіонізму. Його п'єси сповнені образів сюрреалістичного насильства й деградації та міцно обґрунтовані традиційною австрійською традицією чорної комедії. Шваб вбачав театр антибуржуазним.
Він використовував текстові колажі та інтертекстуальність. Його пє'са 1995 року Troilluswahn und Cressidatheater є переписуванням з Шекспірівського твору Троїл і Крессіда в гротескному жанрі.
Ще одна характеристика його текстів — значною мірою використовувати здатність німецької мови до неологізмів, тому твори дуже важко перекласти, але серед англомовних драматургів можуть бути проведені певні стилістичні паралелі між його творчістю та роботою Стівена Беркова та Енда Уолша.

## Нагороди та відзнаки
- 1992 Mülheimer Dramatikerpreis

### П'єси
- Die Präsidentinnen . 1990.
- Übergewicht, unichtig. Ein europäisches Abendmahl. 1991.
- Volksvernichtung oder meine Leber ist sinnlos . 1991.
- Мейн Гундемунд. 1992.
- Mesalliance, aber wir ficken uns prächtig. 1992.[8]
- Der Himmel mein Lieb meine sterbende Beute. 1992.
- Оффен Грубен і кривдний Фенстер. Ейн Фолл фон Ерспрехен. 1992.
- Порногеографія. Sieben Gerüchte. 1993.
- Endlich tot, endlich keine Luft mehr. 1994.
- Mariedl/Antiklima(x). 1994.
- Фауст:: Mein Brustkorb: Mein Helm. 1994.
- Troilluswahn und Cressidatheater. 1995.
- Eskalation ordinär. Ein Schwitzkastenschwank in sieben Affekten. 1995.

### Роман
- Joe Mc Vie alias Josef Thierschädl. 1988 (вперше опубліковано 2007).

### Книги
- Фекальні драми / Fäkaliendramen. (Дрошль, 1991) ISBN 3-85420-221-0
- Королівські комедії / Königskomödien. (Дрошль, 1992) ISBN 3-85420-289-X
- Драми III. (Дрошль, 1994) ISBN 3-85420-391-8
- Святі матері, переклад Мередіт Дуб з Die Präsidentinnen (Oberon, 1999) ISBN 1-84002-113-6
- Антологія п'єс, переклад Майкла Мітчелла (Ariadne Press, 1999) ISBN 1-57241-064-7
- Знищення людей або моя печінка хворіє, переклав Майкл Ролофф [Ariadne Press] Прем'єра США, Чикаго, Театр пасток дверей, 2005